# 19738 Calinger
19738 Calinger este un asteroid din centura principală de asteroizi.

## Descriere
19738 Calinger este un asteroid din centura principală de asteroizi. A fost descoperit pe 4 ianuarie 2000 la Socorro, New Mexico, în cadrul proiectului LINEAR. Asteroidul prezintă o orbită caracterizată de o semiaxă mare de 2,28 ua, o excentricitate de 0,19 și o înclinație de 7,7° în raport cu ecliptica.